# Madame Palmyre
Ne doit pas être confondue avec Palmire Dumont dite Madame Palmyre, personnalité de la nuit parisienne
Madame Palmyre ou Palmire est une marchande de modes, modiste parisienne et couturière du XIXe siècle. Elle entre au service de l'impératrice Eugénie au début des années 1850 et inspire des grands noms de la littérature française.

## Biographie

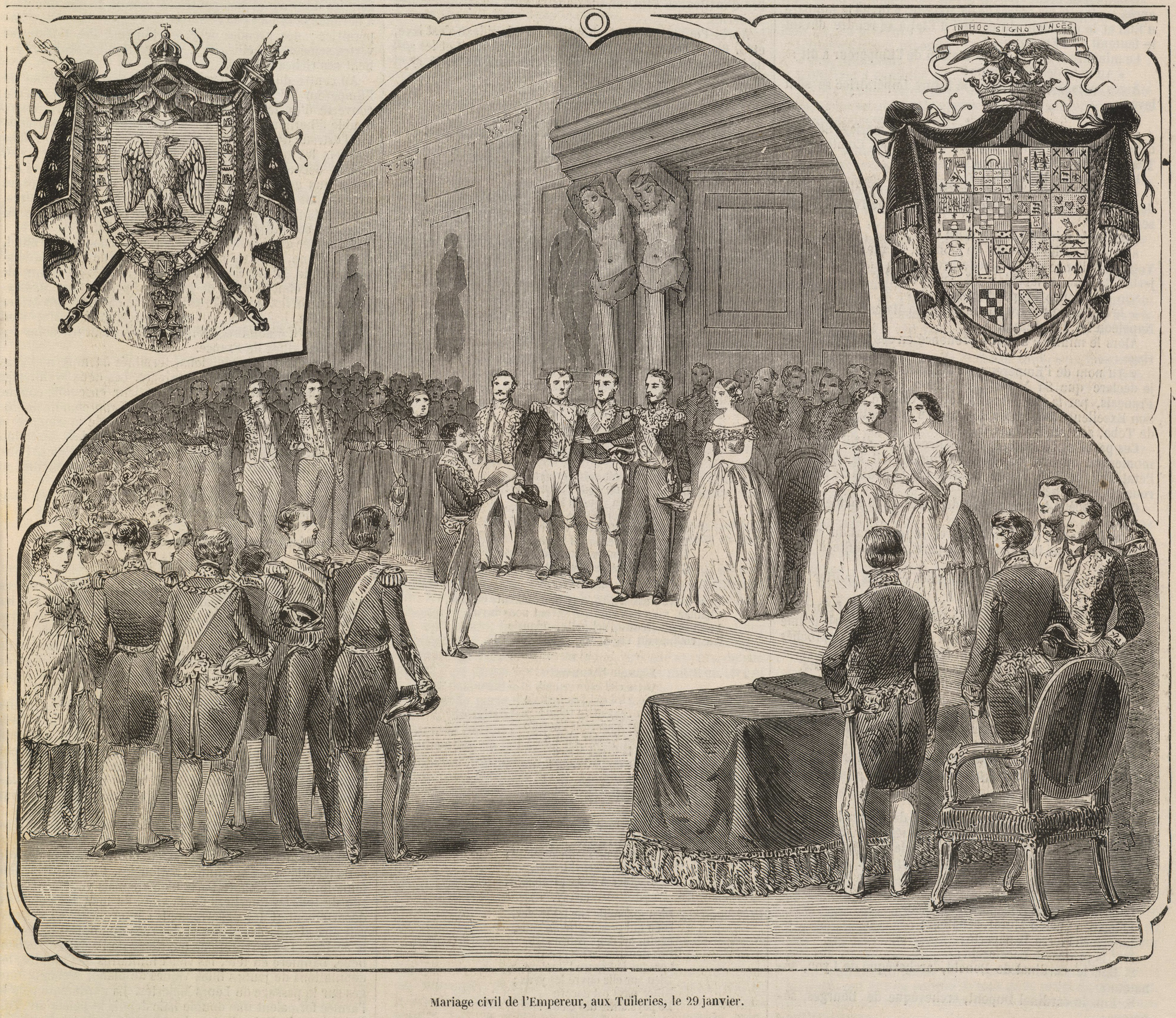
Mariage civil de Napoléon III et de l'Impératrice Eugénie au Palais des Tuileries, 29 janvier 1853.

### Début de carrière
Madame Palmyre est devenue une couturière très demandée pendant la monarchie de Juillet, sous Charles X. Dans les années 1840, Madame Camille, Madame Victorine, Madame Vignon-Chauvin et Madame Palmyre sont des grandes figures de mode. En 1842, les affaires marchent si bien qu'elle n'est pas en mesure d'honorer un contrat où elle s'engageait à céder ses invendus à un autre commerçant, qui lui intente un procès. Elle a ses ateliers dans le 2ème arrondissement, au 11 puis au 15 rue Laffite,. Ses réalisations sont présentées dans les revues destinées à un public féminin telles que le Journal des couturières et des modistes, Le Bon Ton , le journal des coiffeurs ou la Mode,.

### Eugénie de Montijo
Sous le Second Empire, elle jouit de la faveur de l'impératrice Eugénie de Montijo,,. Avec Madame Vignon-Chauvin, Madame Palmyre elle est l'une des deux « grandes couturières » sollicitées à l'occasion du mariage impérial de 28 janvier 1853. Tandis que sa collègue s'attèle à confectionner la robe de mariée du mariage religieux de la future impératrice, Madame Palmyre doit confectionner les toilettes qui constitueront le trousseau de la mariée. Elle est également chargée des robes du soir et des deux robes de satin prévues pour la mariage civil car, à la veille de son mariage au mois de janvier 1953, « l'Impératrice hésite encore » sur la couleur, entre le blanc et le rose. Pour satisfaire la curiosité de sa clientèle qui souhaite voir les tenues que portera la future souveraine pour l'occasion, elle organise une avant-première et fait exposer les deux robes dans une vitrine. Le milieu est très concurrentiel : l'historien Philippe Perrot insiste sur le fait que les deux modistes ont travaillé séparément car elles étaient des « ennemies mortelles ».
Avec Charles Frederick Worth, c'est une des pionnières de la haute couture. Toutefois, alors que Palmyre et ses consœurs sont des « faiseuses » qui conçoivent des vêtements en tenant compte des souhaits de leurs clientes, Worth dessinera les vêtements selon son inspiration et laissera ensuite les clientes choisir parmi ses créations.

## Postérité

### Dans les musées
Des gravures de modes représentant les robes de Madame Palmyre sont visibles dans les collections du Victoria and Albert Museum à Londres  et au palais Galliera à Paris, et présentées à l'occasion d'expositions temporaires.

### Dans la littérature

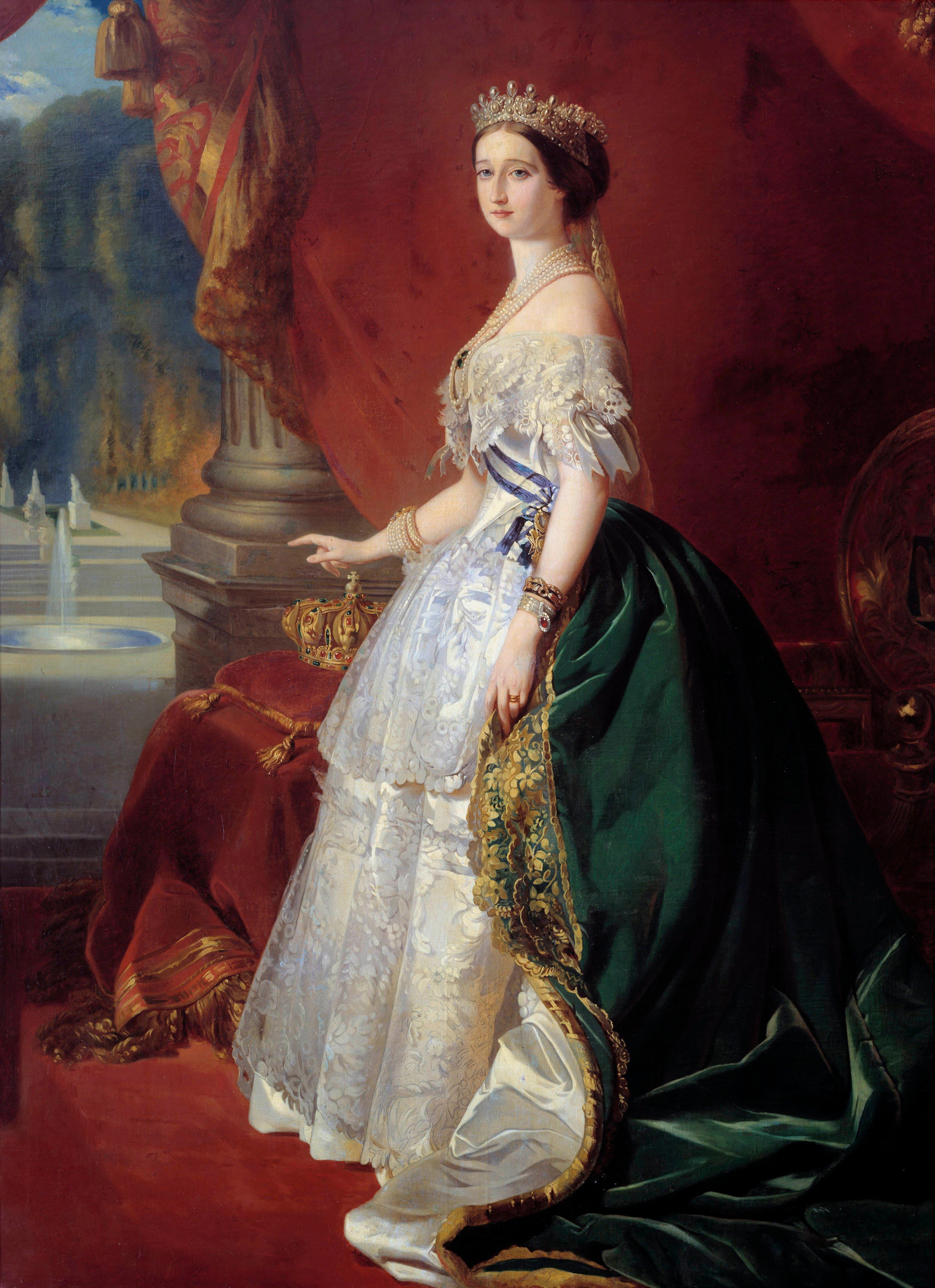
L'impératrice Eugénie en 1855 vêtue d'une robe à queue telle que décrite par Prosper Mérimée.

Alfred de Musset la cite dans ses œuvreset notamment, dans son poème Par un mauvais temps (1847). La même année, elle est également mentionnée dans la lettre XXII de The American in Paris de John Sanderson, comme archétype de la modiste française qui n'a rien à voir avec son homologue américaine. L'épistolier Jules Barbey d'Aurevilly écrit à Guillaume-Stanislas Trébutien , alors amoureux d'une femme mariée « Vous palmyrisez en parlant d’elle, et comme cette magicienne de Palmyre dont la baguette est une aiguille, vous la créez en l’enjuponnant dans des facultés adorables ». Dans sa correspondance avec son amie la Comtesse Manuela de Teba, mère  de l'impératrice, Prosper Mérimée écrit, en décembre 1854, au sujet des traînes démesurées qui gênaient les mouvements des dames de la cour impériale, « Les hommes s'étant moqués des queues de femmes l'an passé, ne seront pas admis demain [à la cérémonie de Nouvel an] et ne verront pas les nouvelles extrémités où Melle Palmyre a porté les queues. » Enfin, critiquant une édition post-mortem des lettres de Sainte-Beuve, l'éditorialiste Armand de Pontmartin imagine dans les années 1880, un dialogue entre Palmyre et la journaliste Delphine de Girardin.